# Catherine Debrunner
Catherine Debrunner, née le 11 avril 1995 à Mettendorf (Suisse), est une athlète handisport suisse, concourant dans la catégorie T53 pour les athlètes en fauteuil roulant.

## Jeunesse
Née avec un tératome sacro-coccygien (tumeur du coccyx), Debrunner est paraplégique de naissance et utilise un fauteuil roulant pour se déplacer.

## Carrière
Elle fait ses débuts internationaux aux Mondiaux 2015 où elle remporte l'argent sur le 200 m T 53 en 30 s 64 derrière l'Australienne Angie Ballard (29 s 33). L'année suivante, elle termine 7e du 400 m T53 lors des Jeux de 2016.
Aux championnats du monde 2019, elle remporte l'or sur le 400 m T53 en 56 s 74 devant la Chinoise Zhou Hongzhuan (57 s 65) et la Turque Dogangun Hamide (58 s 02) et l'argent sur le 800 m T53 en 1 min 53 s 19 derrière l'Australienne Madison de Rozario (1 min 52 s 15).
Lors des Jeux paralympiques d'été de 2020, Catherine Debrunner monte sur la première marche du podium du 400 m T53 en 56 s 18 battant la Britannique Samantha Kinghorn (57 s 25) et la Chinoise Zhou Hongzhuan (57 s 29). Elle termine également troisième du 800 m T53 en 1 min 47 s 90 derrière l'Australienne Madison de Rozario (1 min 45 s 99) et la Chinoise Zhou Hongzhuan (1 min 47 s 66).
En 2023, elle remporte le Laureus World Sports Awards du Sportif avec un handicap de l'année.
En 2024, aux Jeux paralympiques d'été de 2024, elle remporte la quasi-totalité de ses courses, s'imposant et remportant l'or à cinq reprises au   400 m T53, 800 m T53,  1 500 m T54,  5 000 m T54 et au marathon et remportant l'argent au 100 m T53.
Elle devient ainsi l'athlète en athlétisme la plus médaillée de ces Jeux paralympiques d'été de 2024 de Paris et la deuxième athlète tous jeux confondus de Paris 2024 la plus médaillée, ex æquo avec le nageur italien Stefano Raimondi (chacun 5 médailles d'or et 1 d'argent) et derrière la nageuse chinoise Yuyan Jiang (7 médailles d'or); l'athlète la plus médaillée pour les JO étant la nageuse chinoise Zhang Yufei (6 médailles dont zéro d'or) devant le nageur français Léon Marchand (5 médailles dont 4 d'or).

## Palmarès

### Jeux paralympiques
- médaille d'argent du 100 m T53 aux Jeux paralympiques d'été de 2024 à Paris
- médaille d'or du 400 m T53 aux Jeux paralympiques d'été de 2024 à Paris
- médaille d'or du 400 m T53 aux Jeux paralympiques d'été de 2020 à Tokyo
- médaille d'or du 800 m T53 aux Jeux paralympiques d'été de 2024 à Paris
- médaille de bronze du 800 m T53 aux Jeux paralympiques d'été de 2020 à Tokyo
- médaille d'or du 1 500 m T54 aux Jeux paralympiques d'été de 2024 à Paris
- médaille d'or du 5 000 m T54 aux Jeux paralympiques d'été de 2024 à Paris
- médaille d'or du marathon T54 aux Jeux paralympiques d'été de 2024 à Paris

### Championnats du monde
- médaille d'or du 400 m T53 aux Championnats du monde 2019 à Dubaï
- médaille d'argent du 800 m T53 aux Championnats du monde 2019 à Dubaï
- médaille d'argent du 200 m T53 aux Championnats du monde 2015 à Doha

### Championnats d'Europe
- médaille d'or du 100 m T53 aux Championnats d'Europe 2021 à Bydgoszcz
- médaille d'or du 400 m T53 aux Championnats d'Europe 2021 à Bydgoszcz
- médaille d'or du 800 m T53 aux Championnats d'Europe 2021 à Bydgoszcz
- médaille de bronze du 1 500 m T53 aux Championnats d'Europe 2021 à Bydgoszcz